# Famille Gandolfi
Pour les articles homonymes, voir Gandolfi.
 (juin 2017).
Si vous disposez d'ouvrages ou d'articles de référence ou si vous connaissez des sites web de qualité traitant du thème abordé ici, merci de compléter l'article en donnant les références utiles à sa vérifiabilité et en les liant à la section « Notes et références ».
Cette page explique l’histoire ou répertorie les différents membres de la famille Gandolfi.
La famille Gandolfi est une famille d'artistes italiens prolifiques de l'école bolonaise baroque.

## Famille
Parmi ses membres on compte :
- Ubaldo Gandolfi (1728-1781) ;
- Gaetano Gandolfi (1734-1802) et leurs fils et neveux :
  - Giovanni Battista Gandolfi (1762) ;
  - Ubaldo Lorenzo Gandolfi ;
  - Mauro Gandolfi (1764-1834)  et ses enfants :
    - Clementina Gandolfi (1795-1848), femme peintre et musicienne ;
    - Democrito Gandolfi (1797-1874), sculpteur, élève d'Antonio Canova.

## Expositions sur la famille Gandolfi
- Gaetano e Ubaldo Gandolfi - Opere scelte à Cento du 13 avril au 16 juin 2002 .
- I Gandolfi - Itinerari bolognesi, du 7 juin au 29 août 2002, Cappella Farnèse.
- I Gandolfi - Dipinti e disegni, du 10 mai al 10 juin 2006, Galleria d'arte fondantico, Bologne.